# Colt Single Action Army
Colt Single Action Army, також відомий як Single Action Army, SAA, Model P, Peacemaker, M1873 та Colt .45 — револьвер одинарної дії з барабаном на шість металевих набоїв. Був розроблений у 1872 році для служби револьверних випробувань уряду США компанією Colt's Patent Firearms Manufacturing Company — зараз це Colt's Manufacturing Company — і використовувався як службова зброя до 1892.
Colt SAA було представлено більше ніж у 30 різних калібрах і варіантах довжини ствола. Його загальний вигляд залишався незмінним з 1873. Кольт двічі припиняв його виробництво, але за вимогами відновлював його. Револьвер був популярний у власників ранчо, законників і бандитів, але на початку 21—го століття револьвери загалом купляють колекціонери та реконструктори. Його конструкція спонукала на створення чисельних моделей револьверів багатьма компаніями.
Револьвер Colt SAA є частиною американської історії і відомий як «The Gun That Won the West» («Зброя, яка підкорила Захід»).

## Історія
Пов'язаний патентом Ролліна Уайта (#12,648, April 3, 1855) і не бажаючи платити роялті  Сміту & Вессону, Кольт не міг почати виробляти револьвери до 4 квітня 1869. Для розробки Кольт звернувся до своїх двох найкращих інженерів: Вільяма Масона та Чарльза Брінкенхоффа Річардса які створили велику кількість револьверів для компанії. Вони розробили для урядової служби випробування револьверів США у 1872 револьвер який став стандартним військовим револьвером. Виробництво було розпочато у 1873 з револьвера Single Action Army модель 1873, він також мав назву «New Model Army Metallic Cartridge Revolving Pistol».
На початку 1900-х у амбарі у Нашуа, Новий Гемпшир, через багато років, був знайдений перший револьвер Single Action Army, серійний номер 1 Він мав калібр .45 Colt, з центральним запаленням з метальним зарядом вагою 2,6 грама дрібнозернистого чорного пороху та тупоносою кулею вагою 16,5 грам. У порівнянні з тогочасними і більш пізніми набоями, він був дуже потужний.
Револьвер Кольта Single Action Army, разом з моделями 1870 та 1875 револьверами Smith & Wesson Model 3 «Шоофілд», замінив револьвер Colt 1860 Army. Револьвер Кольта швидко став популярним за револьвер S&W і залишався основним американським військовим револьвером до 1892 коли він був замінений револьвером Colt Model 1892 під набій калібру .38 Long Colt. Револьвер був подвійної дії з барабаном який відкидався в сторону. Наприкінці 1874 було випущено револьвер з номером 16 000; 12 500 револьверів Colt Single Action Army калібром .45 Colt було прийнято на озброєння армії США, а інші револьвери було продано на цивільному ринку.
Colt .45 є вагомою частиною історії Америки, відомий як «Зброя, яка завоювала Захід».

## Перше покоління (1873—1941)

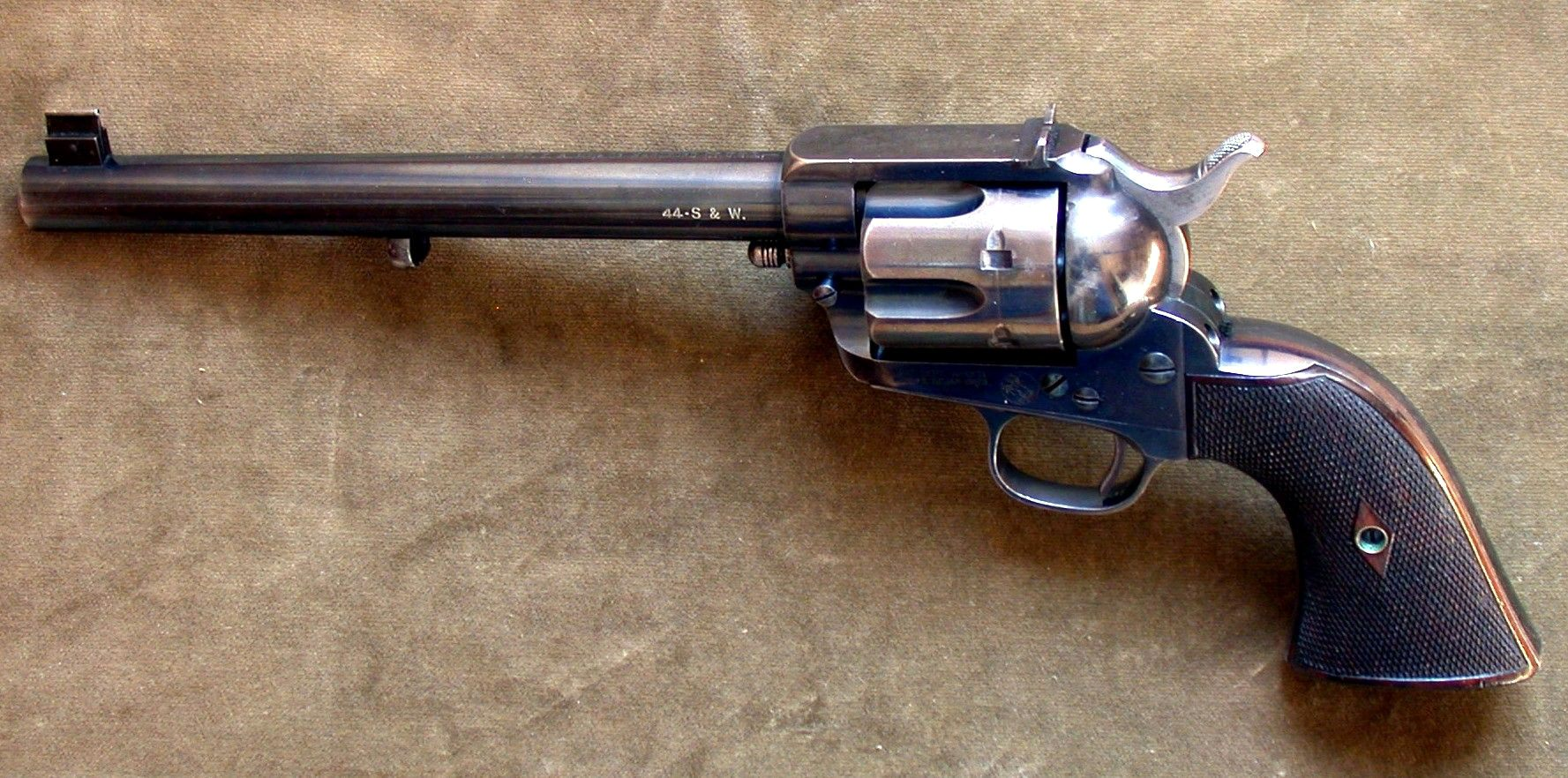
Colt SAA Flattop Target

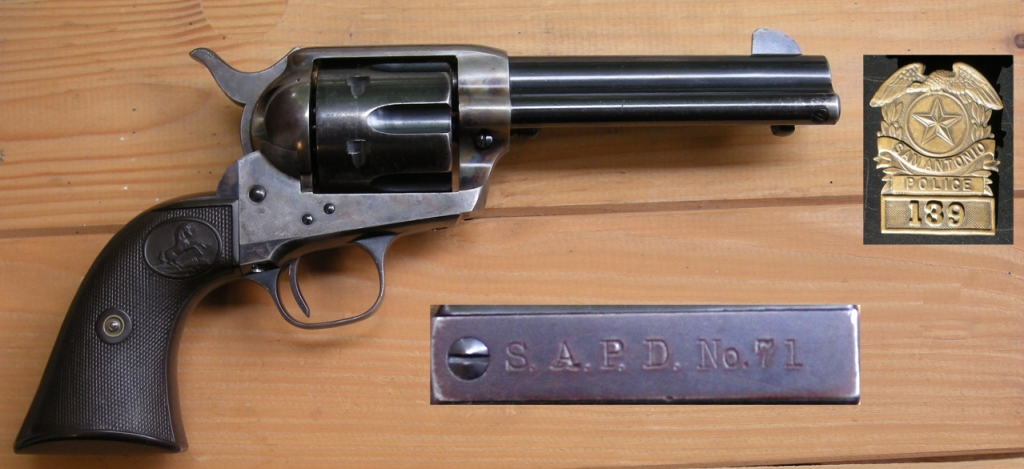
Colt SAA SAPD, Значок

Револьвер Single Action Army був доступний зі стволами довжиною 4¾", 5½" — кавалерійська версія і оригінальна — 7½". Револьвери з короткими стволами мали назву «Civilian»  або «Gunfighter» модель (4¾") та артилерійська модель (5½"). Також була модель з довжиною ствола у 4 дюйми, без стрижня ежектора. Її неофіційно називають «Шерифська модель», «Спеціальний Банкірський» або «Комірник».
З 1875 до 1880 Кольт продавав револьвер одинарної дії під набій Генрі кільцевого запалення калібру .44 з номерами від 1 до 1863.
Модель Flattop Target була у каталозі Кольта з 1890 по 1898. Кольт випустив 914 револьверів з пласкою верхньою частиною рамки і регульованим ціликом. Мушка складався з основи зі змінним ребром.
У 1896, на револьвері з номером 164 100, пружинна основа задвижки була замінена гвинтовим фіксатором барабана, а у 1900, з револьвера з номером 192 000, револьвер Кольта Single Action був сертифікований на використання бездимного пороху. У 1920 було змінено на більші цілик і мушку. Револьвери залишилася практично незмінними з цього моменту і до припинення виробництва на початку Другої світової війни.
З 1873 до 1940 (з невеликими партіями, які були створені під час та після війни і мали назви моделі «Pre—War, Post—War»), кількість випущених револьверів Кольт Single Action Army сягнуло 357 859. Їх називають «Довоєнні» або «Першого Покоління». Калібри, десь близько тридцяти, починаються з .22 кільцевого запалення і закінчуються .476 Eley. Приблизно половина, або 158 884 (у тому числі Бізлі та Flat Top Target), мають калібр .45 Colt. Наступним досить поширеним є калібр .44-40 Winchester центрального запалення (WCF) — 71 392 шт.; 38—40 (38 WCF) — 50 520 шт; 32—20 Winchester (32 WCF) — 43 284 шт. та 41 Colt — 19 676 шт.

### Військове використання

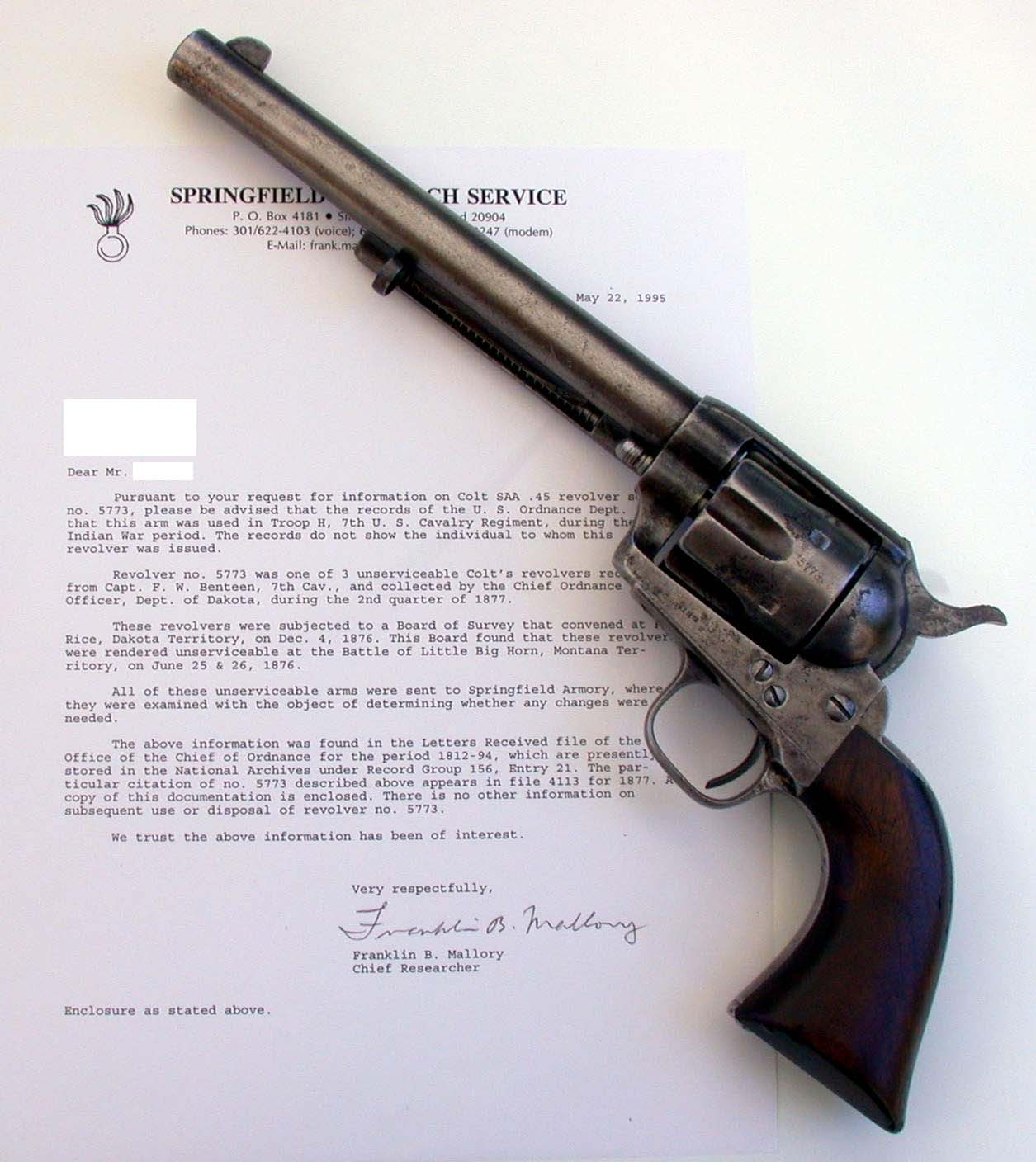
Colt Single Action Army, серійний номер 5773 належить до 7-го Кавалерійського полку

Серед колекціонерів самими цінними є моделі, у відмінному стані, кавалерійських та артилерійських Кольтів Single Action Armies (ті які було випущено у період з 1873 та 1891). Особливо цінними, вартістю більше $10,000, є OWA (Orville Wood Ainsworth) та рідкісні, проінспектовані Генрі Неттлетоном (Henry Nettleton) Single Action Army Colts.
Кольт OWA відноситься до перших револьверів Single Action Army які інспектував Орвілл В. Айнсворт. Айнсворт був суб-інспектором на фабриці Кольта у перші 13 місяців (з жовтня 1873 до листопада 1874) з початку виробництва револьверів Single Action Army. Саме Айнсворт інспектував револьвери які використовував полковник Д. А. Кастор з 7—го Кавалерійського під час битви при Літтл—Біггорн. Можливі заводські номери револьверів часів цієї битви знаходяться у діапазоні 4500—7527.
Генрі Неттлетон був головним суб—інспектором США у 1878 на Спрингфілдському арсеналі. Револьвери, які він перевіряв, є наступними бажаними револьверами для колекціонерів після револьверів OWA. Ці револьвери мають вензель (OWA або HN) на лівій стороні дерев'яного руків'я.
До середини 1870-х армія замовила велику кількість револьверів Smith & Wesson Schofield під коротший набій калібру .45. Через це виникли проблеми, тому що боєприпаси були не взаємозамінні. Револьвери Кольта могли використовувати коротші набої, але не навпаки. На деякий час уряд припинив замовляти довший набій Кольта і використовував лише набій Smith & Wesson. Незабаром Schofield було знято з озброєння і він з'явився на цивільному ринку.
Велика частина кавалерійських Кольтів було проінспектовано Девідом Ф. Кларком, його клеймо D.F.C. є на револьверах, які були випущені у період з 1880 по 1887. Протягом 1893, револьвер .45 калібру Кольт Single Action Army у кавалерії було замінено на новий револьвер .38 калібру Кольт Model 1892 Double Action Army. Револьвер .45 Single Action Army продовжували використовувати у піхоті, артилерії і інших підрозділах армії США.
У 1895—1896, уряд повернув 2000 револьверів SAA Кольту для відновлення; 800 було передано поліції Нью-Йорка. Довжина їхнього ствола дорівнювала 7½", а 1200 отримали стволи довжиною 5½". У 1898, 14 900 револьверів SAA були змінені таким же чином у Спрингфілдському арсеналі. Згідно записів Військового департаменту ці револьвери мали назву «Altered Revolver». Назва «Артилерійський» не є вірною, виникла вона через те, що частини Легкої Артилерії першими отримали ці змінені револьвери.

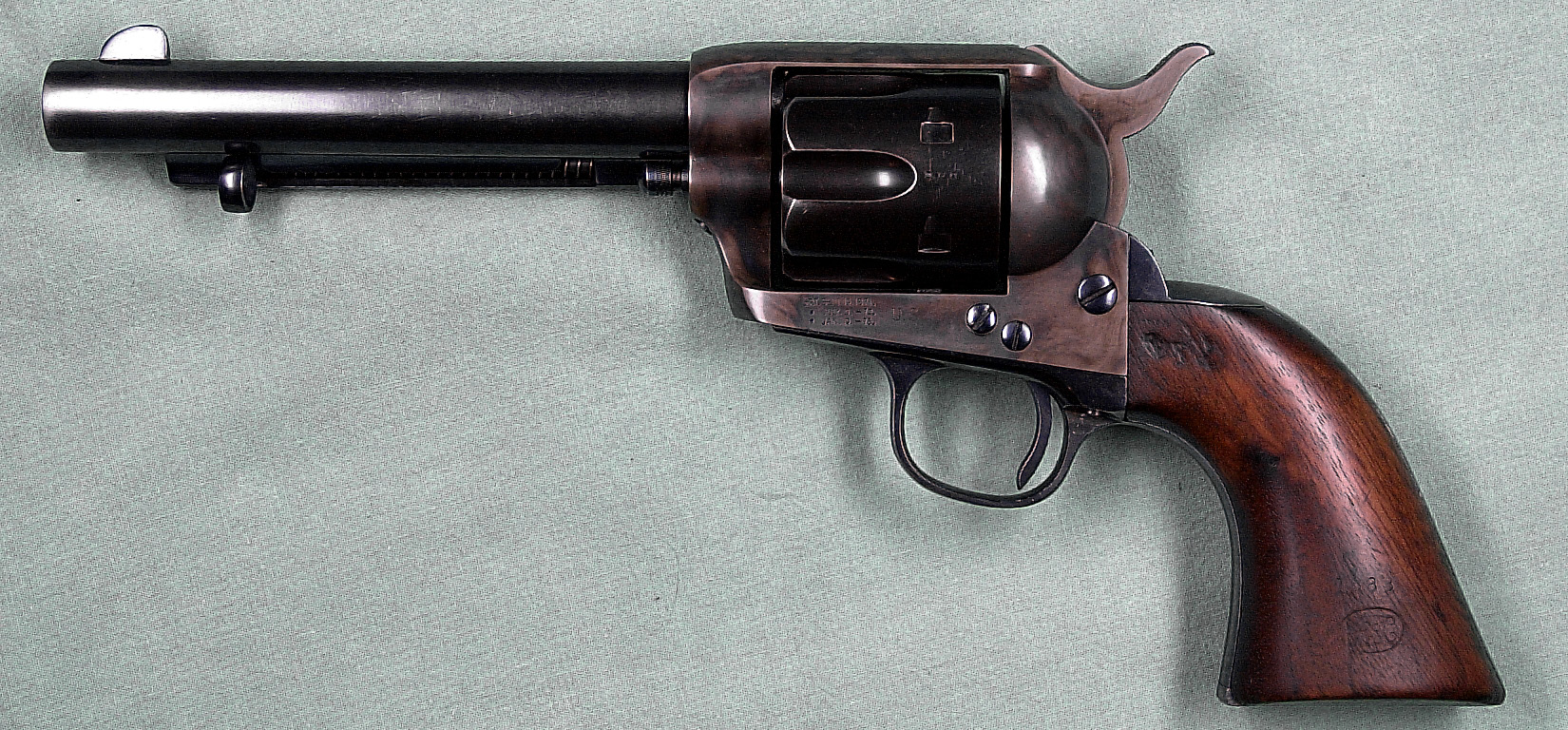
Colt Модель 1873, артилерійська модель

Артилерійські револьвери були передані піхоті, легкій артилерії, добровольчій кавалерії та іншим підрозділам через те, що новий револьвер Кольта .38 калібру M 1892 подвійної дії мав меншу зупиняючу дію. Сам тому артилерійські револьвери .45 SAA успішно використовували передові війська під час американсько—іспанської та філіппінсько—американської воєн. «Мужні вершники» Теодора Рузвельта при атаці на схил Сан—Хуан були озброєні саме артилерійським револьвером .45 калібру.
Артилерійська модель зазвичай мала змішані числа. Її можна розпізнати за написом U.S. на рамці, печаткою інспектора на різних частинах (наприклад тонка A яка належала Орвіллу В. Айнсворту, DFC, HN, RAC для наступних інспекторів та K на замінених частинах) і вензелю Ріналдо А. Карра (англ. Rinaldo A. Carr (RAC)), інспектора який перевіряв перероблені револьвери, на руків'ї.

### Кольт Frontier Six-Shooter

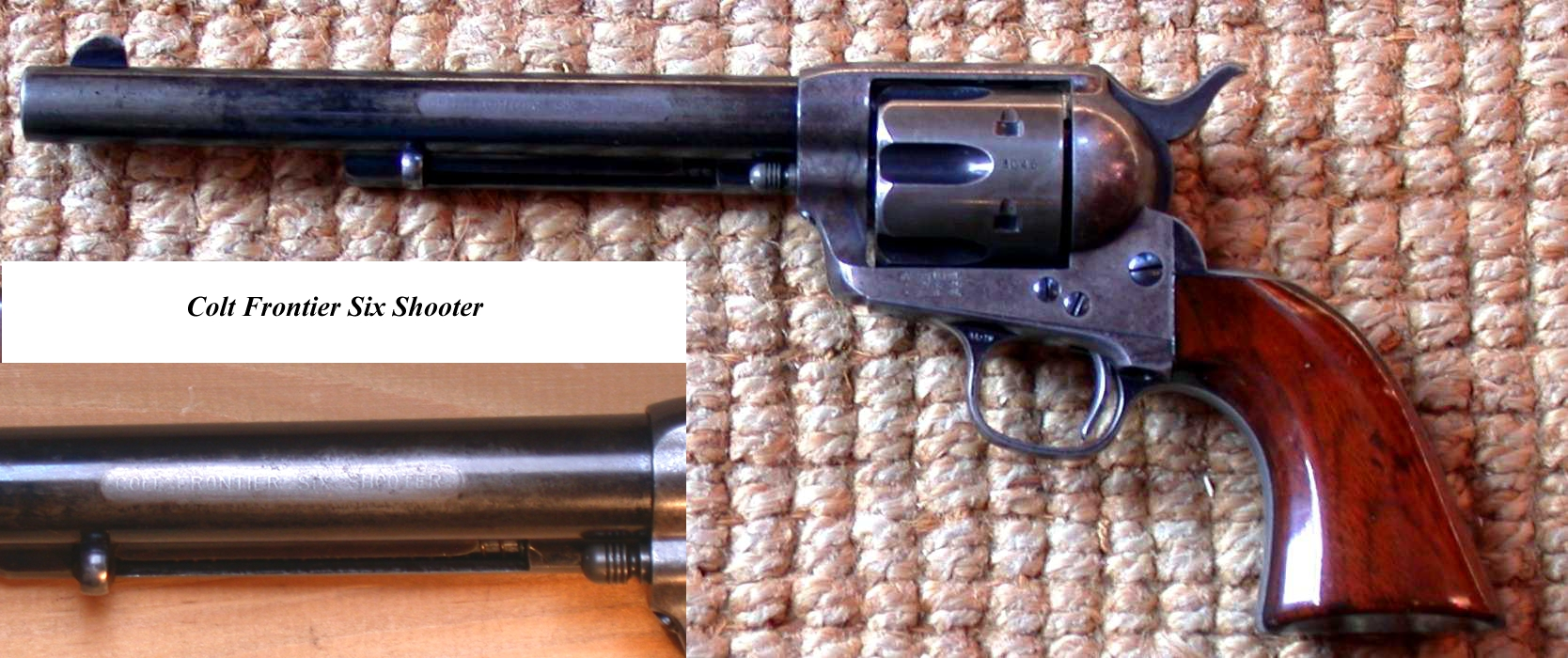
Кольт «Frontier Six Shooter», зроблений у 1884, травлена панель

Кольт англ. Frontier або англ. Frontier Six-Shooter був револьвером Кольта випущеним у 1873 під назвою «Model P». Він мав калібр .44—40 Winchester замість .45 Colt (у такій конфігурації саме він мав назву Single Action Army) і тому був сумісний з боєприпасами Winchester Model 73. Його виробництво було розпочато у 1877. англ. Colt Frontier Six-Shooter було фактичною назвою цієї моделі і вона була витравлена кислотою на лівій стороні ствола. Після 1889,  текст наносився круглою печаткою до 1919, коли було додано калібр «.44—40». Пізніше моделі Кольт 1878 Double Action Army Models також отримали цей напис на стволі коли були перероблені на калібр 44 WCF/44—40 Winchester. Модель Бізлі 1895 була останнім револьвером Кольта який мав назву Frontier Six Shooter.
Користувачі зброї під набій .44-40 Winchester на Далекому Заході були вдячні за можливість використання набою одного калібру у гвинтівці та револьвері. Револьвер англ. Colt Frontier Six Shooter і гвинтівка Winchester Model 1873 або Winchester Model 1892 калібру .44—40 WCF були самими частими комбінаціями зброї на «старому Заході». Наприклад, обидва «Ковбої» у перестрілці біля загону О-Кей мали саме таку зброю.

### Модель Бізлі (1894—1915)

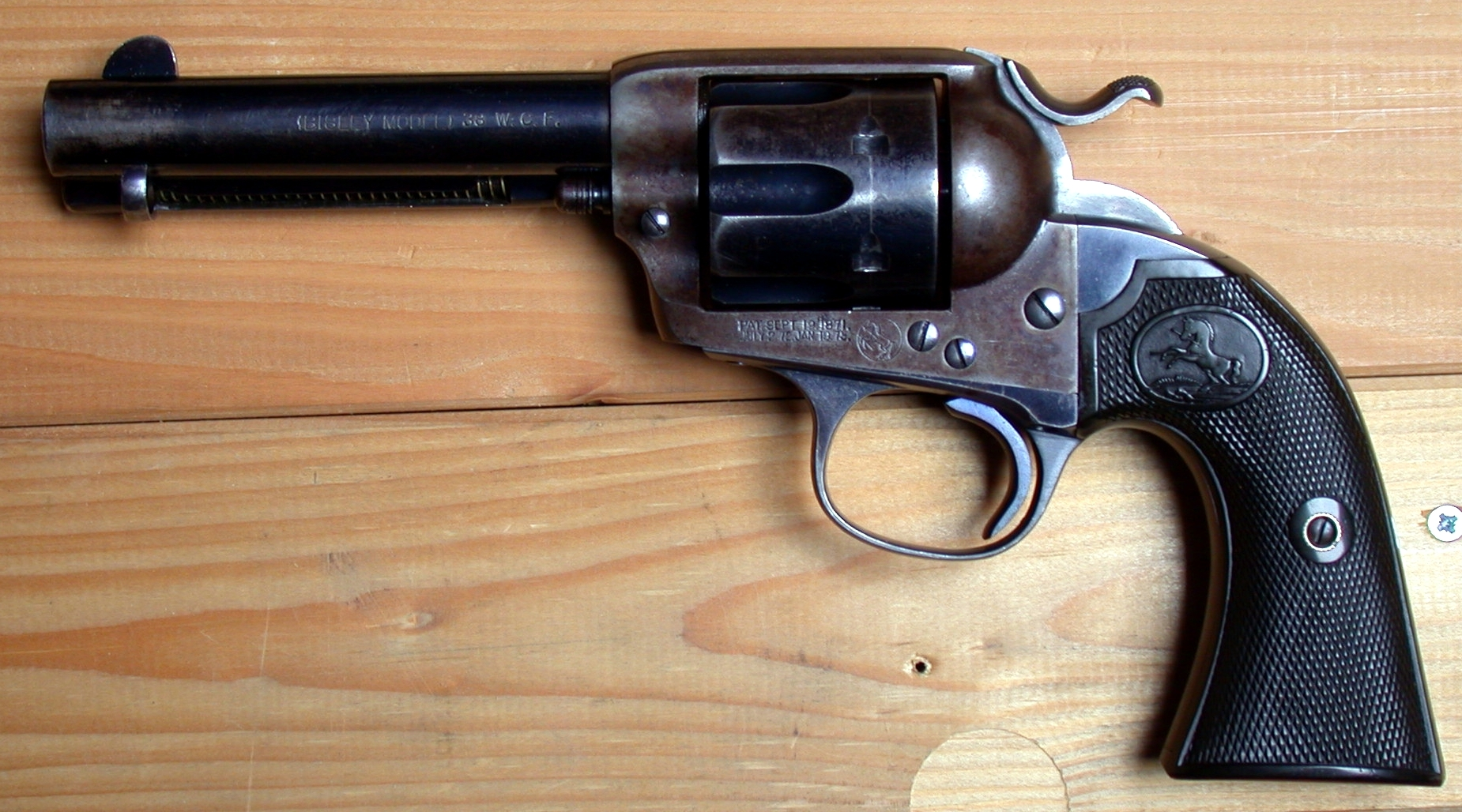
Colt моделі Бізлі .38-40 WCF, зроблений у 1904 для Copper Queen Cons. Mining Co. Бісбі Аризона

Револьвер Кольт Бізлі було представлено у 1894 як цільову зброю. Назва походить від знаменитого стрільбищу у Бізлі, Англія. Кольт Бізлі можна відрізнити за довгим руків'ям, ширшою шпорою ударник і довшим спусковим гачком. Особливістю моделі Бізлі була пласка верхня планка рамки і регульований цілик. Мушка змінна, яку можна вставити у основу на стволі. Револьвери оснащувалися мушками різної висоти для зміни підвищення.
Бойова пружина Бізлі довша ніж у SAA, тому вони не взаємозамінні; вона під'єднана до ударника скобою через роздвоєний верхній кінець. Серійні номери нанесено на рамці, задня поверхня та спускова скоба наприкінці виробництва мали тонкі штампи.
Діапазон серійних номерів револьверів Бізлі 156300–331916, у тому ж порядку, що й Single Action Army. Усі Бізлі починаючи з № 161 376 мають напис «BISLEY MODEL» з вказівкою калібру на лівій частині ствола, яка є рідкісною на старих револьверах Кольта. Найбільш поширеними калібрами були .32-20, .38-40, .45 Colt, .44-40, .41 Colt та британські калібри .450 Eley та .455 Eley. Всього було випущено 44 350 штук. Виробництво Бізлі закінчилося у 1912, але серійний номер 331 916 був вироблений після Першої світової війни. Більшість револьверів Бізлі у США використовували не для цільової стрільби, а для самозахисту, оскільки вони мали зручні руків'я та ударник для швидкої стрільби.

### Бантлайн Спеціальний
Поширив міф про Бантлайн Спеціальний біограф Вайетта Ерпа — Стюарт Н. Лейк. У його вельми белетризованій біографії, Wyatt Earp: Frontier Marshal, виданій у 1931, він писав, що Ерп та чотири інших законника — Бет Мастерсон, Білл Тільман, Чарлі Бассетт та Ніл Браун — мали револьвери зроблені на замовлення з довжиною ствола 300 мм. Насправді,  26 жовтня 1881, під час перестрілки біля загону О-Кей, Вайетт Ерп мав револьвер 1869 .44 калібру Smith & Wesson American Model, з 8-дюймовим стволом.

## Друге покоління (1956—1974)
Після початку Другої світової війни, Кольт припинив виробництво револьвера Single Action Army, щоб приділити більше уваги військовим замовленням. Після закінчення війни, компанія не планувала відновлювати виробництво револьвера Single Action Army тому, що його конструкція вважалася застарілою. Проте завдяки телебаченню і Вестернам покупці вимагали відновити випуск револьвера, тому у 1956 почалося виробництво другого покоління револьверів Single Action Army.
Це друге покоління револьверів Кольт Single Action Army виробляли з 1956 по 1974. Їх серійні номери були від 0001SA до 73,205SA. На хвилі популярності телевізійного шоу, The Life and Legend of Wyatt Earp, Кольт представив револьвер Бантлайн Спеціальний, який випускали з 1957 по 1974.
З 1961 по 1975, Кольт пропонував нову модель з регульованим прицілом яка була відома як «The New Frontier», спекулюючи на гаслі виборчої кампанії Джона Ф. Кеннеді. Кольт випустив 4200 таких револьверів, у тому числі 70 зроблених на рамці Бантлайн.

## Третє покоління (1976 до тепер)
Виробництво третього покоління почалося у 1976. Він відрізнявся іншим кроком нарізів ствола суцільною втулкою барабана замість змінної частини як на першому і другому поколіннях. Вони випускалися до 1982 лімітованою серією з діапазоном серійних номерів від SA80,000 до SA99,999.
У 1994 було відновлено виробництво револьверів SAA через зростаючу популярністю поєдинків «Cowboy action shooting». Вони також відомі під назвою «Late Third Generation» (пізнє третє покоління) або інколи Четверте покоління. Вони мають оригінальні змінну втулку барабану. Серійні номери починаються з S02001A і продовжували використовувати префікс «S» та суфікс «A» до 2009. Зараз Кольт пропонує револьвери Single Action Army у двох виконаннях: нікельовані або вороновані з кольоровою загартованою рамою; довжина стволів традиційна: 4¾", 5½" та 7½"; і шість калібрів: .32-20, .38-40, .44-40, .38 Special, .357 Magnum або .45 Colt; загалом 36 варіантів.
Кольт виробляв Третє покоління Бантлайн та New Frontiers у Colt Custom Shop, як і багато інших гравірованих моделей. У 2010, Кольт випустив «відроджений» револьвер Frontier Six Shooter у нікельованому виконанні.

## Кольт Cowboy
Починаючи з 1999, Кольт розпочав виробляти версію револьвера Single Action Army з сучасним запобіжником, який дозволяв носити зброю зі зведеним ударником. Кольт Cowboy, таку назву він отримав, було розроблено для широкої публіки ніж Single Action Army. Він пропонувався у варіантах з довжиною ствола 4,75 дюймів, 5,5 дюймів та 7,5 дюймів. Варіант з 7,5 дюймовий варіант було знято з виробництва у 1999, а варіант 4,75 дюйми було представлено у 2002. Виробництво Кольт Cowboy було припинено у 2003.

## Гравірування

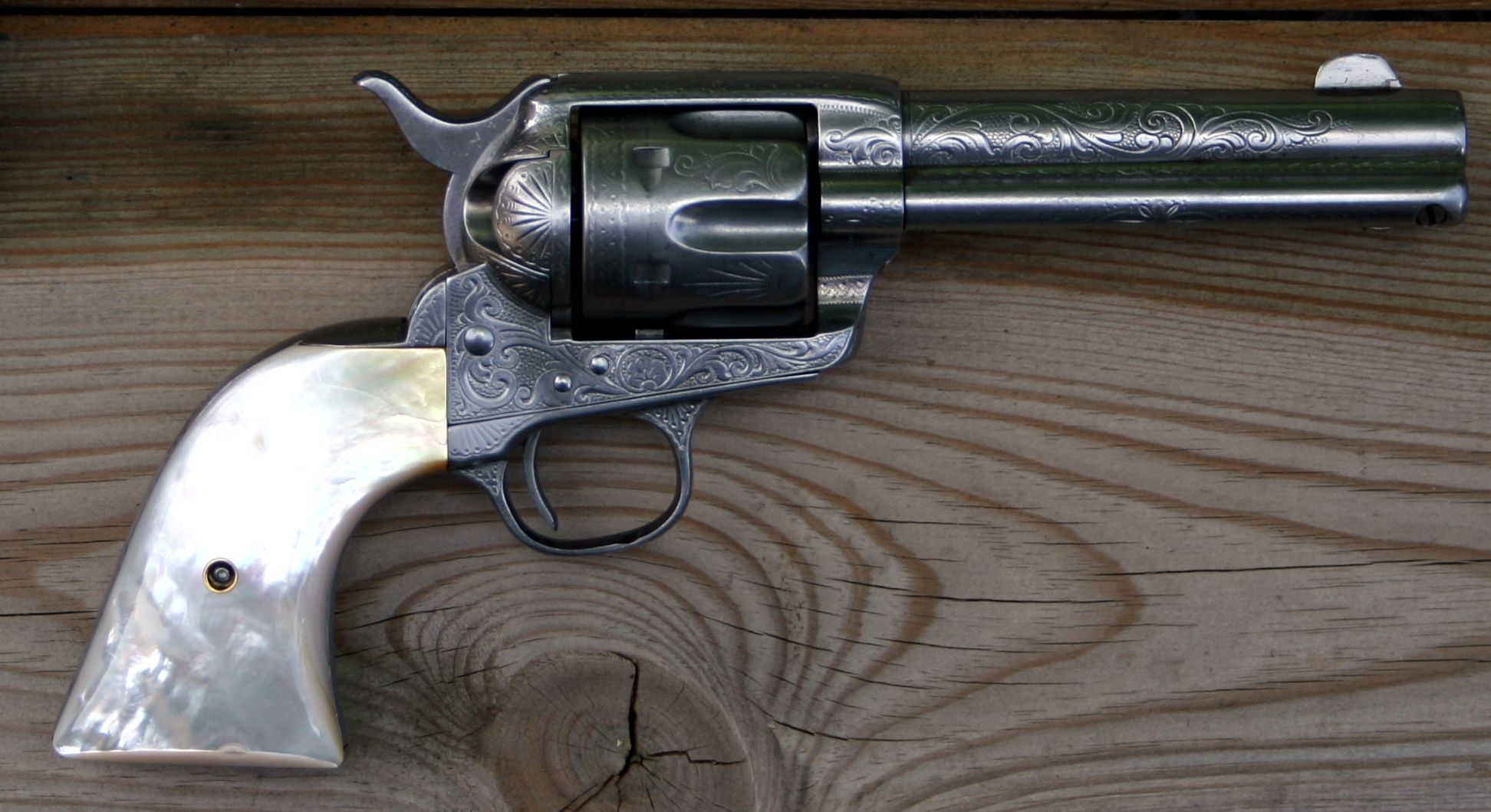
Фабричне гравірування SAA зроблене Куно Хелфріхтом, вироблено 1893 для E.J.Post & Co. Альбукерк

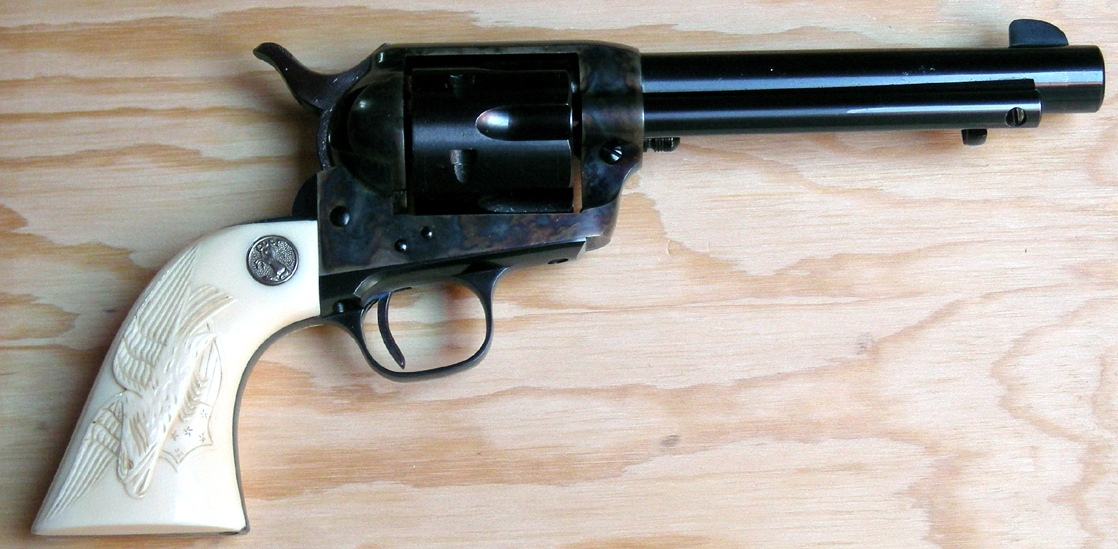
Перше покоління Кольт SAA з руків'ям зі слонової кістки

Найбільш рідкісними і цінним серед колекціонерів є моделі револьвера Кольт Single Action Army першого покоління. Зазвичай гравірування замовляли відомі люди або для них. Цю традицію заклав винахідник, Семюел Кольт, який регулярно дарував такі екземпляри для рекламування своєї продукції.
Кольт найняв багато граверів, багато з яких були талановитими робітниками, які емігрували з Європи. Серед них були — Густав Янг, Куно A. Гелфріхт, Рудольф Дж. Комбрат та Луї Данієль Німшке, відомі своїми інкрустаціями з золота, срібла та дорогоцінних каменів. Багато з цих гравірованих моделей мали щічки руків'я зі слонової кістки або перлів з гравіруванням і інкрустуванням.
Близько 400 револьверів Другого покоління Кольт Single Actions мали фабричне гравірування. Гравірувальниками того періоду були Елвін Герберт, Ерл Бо, Денніс Кіс, Роберт Бурт, Стів Камік та Леонард Францоліні. Одним з найбільш затребуваних граверів був Елвін Уайт та майстерня A. A. White Engravers.

## Принцип роботи

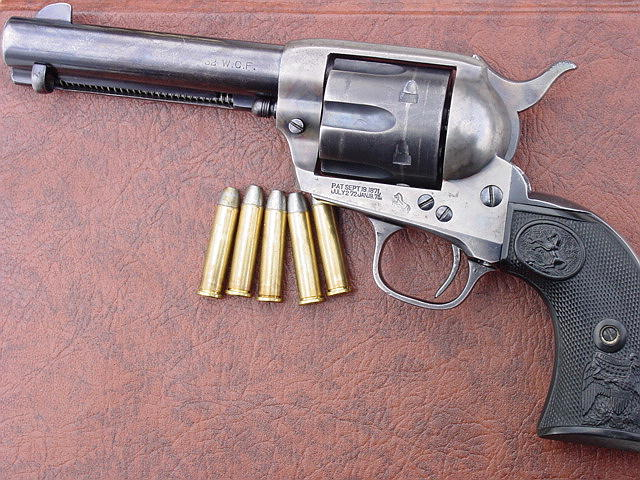
Револьвер Single Action Army першого покоління 1918, 32 WCF (32-20)

Револьвер Single Action Army є удосконаленням ранніх моделей капсульних револьверів Кольта та моделі Кольт 1871 під унітарний набій. Барабан встановлено на центральній осі і має ручне керування двома пальцями. Більш детально це виглядало так: стрілець зводив курок, який за допомогою храповика обертав барабан. На лицьовій стороні курка було три насічки, які давали чотири базових позиції ударника (1 — повністю опущений курок ховається у рамці; 2 — трохи відведений назад, 3 — курок стає на запобіжник шептала і утримує ударник навпроти капсуля набою). Ця позиція дозволяє зарядити револьвер. Проте, стрільці зазвичай залишали порожньою камору навпроти ударника через те, що механізм револьвера міг пошкодитися у разі удару, чи падіння і револьвер при цьому міг вистрілити. Зараз це загальнорекомендована практика. Відведений ще більше назад курок входить у зчеплення з другим пазом. Таким чином кулачки барабана обертають його. І, нарешті, коли курок зведений повністю, — револьвер готовий до стрільби. Порожні гільзи можна екстрактувати по одній за допомогою шомпола під стволом через віконце у правій частині револьвера, яке зазвичай закрито відкидною кришкою.
Процес заряджання був наступним:
1. Поставити курок на запобіжний звід і відкинути кришку вбік.
2. Зарядити кожну камору і перевести ударник на запобіжний звід; або ж зарядити першу камору, затим другу пропустити і далі зарядити чотири наступні. Після цього закрити кришку, звести ударник і опустити курок навпроти порожньої камори.
3. Для стрільби необхідно звести курок і натиснути на спусковий гачок. Курок необхідно зводити для кожного пострілу.

З револьвера SAA можна вести швидкий вогонь утримуючи спусковий гачок і «клацаючи» по курку другою рукою. Ед Макгіверн розвіяв міф про неточність такої стрільби, ведучи вогонь по щільній групі цілей.

## Калібри
До 1878 револьвер Кольт SAA пропонувався у додаткових калібрах для цивільного населення і продажу за кордон. Багато револьверів було під калібр .44-40 Winchester центрального запаленні (WCF), представлений у 1878 для спільного використання з важільною гвинтівкою Winchester '73; ця модель отримала назву «Кольт Frontier Six-Shooter» яка спочатку витравлювалася, а потім штампувалася на лівій стороні ствола. Додатковими калібрами для револьвера SAA були .38-40 Winchester (38 WCF) представлений у 1884, .32-20 Winchester (32 WCF) представлений у 1884, .41 Colt представлений у 1885, .38 Long Colt представлений у 1887, .38 Special та .357 Magnum представлені у 20-му столітті. Деякі револьвери окремої серії під набій .44 Henry кільцевого запалення були перероблені під набій .22 кільцевого запалення у 1885. Револьвери SAA пропонувалися у різних калібрах від .22 кільцевого запалення до .476 Eley, але основним залишався набій .45 Colt. Версія під набій .22 кільцевого запалення мала назву Scout або Frontier Scout і була доступні наприкінці 20-го століття.

### Варіанти набоїв 45 Colt

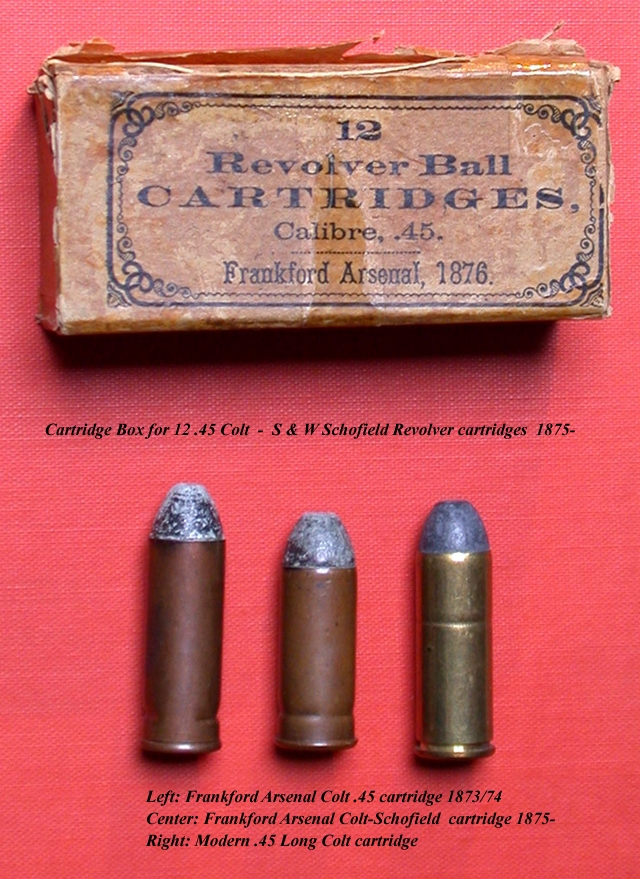
Набої Colt .45

Перші прототипи револьвера Кольт Single Action Army були розроблені під набій .44 American для урядових випробувань у 1872, через те, що набій .44 American використовували у 1000 револьверів Smith & Wesson Model 3 які були тоді на озброєнні. Після випробувань, револьвер Кольта було визнано переможцем і уряд виставив вимогу на набій калібру .45. З прийняттям на службу револьвера Кольта Single Action Army у 1873, було прийнято військовий набій у мідній гільзі калібру .45 з капсулем центрального запалення Бенет який отримав назву «Colt's Revolver Cartridges» (револьверний набій Кольта), який мав метальний заряд з 30 гранів чорного пороху  та змащену кулю вагою 250 гранів. Їх випускали на Франкфордському арсеналі, Філадельфія з 1874. У 1875 набій вкоротили, щоб його можна було використовувати у новому револьвері S & W Schofield. Він отримав назву «Revolver Cartridge» (револьверний набій) і мав 28 гранів чорного пороху і кулю вагою 230 гранів. Набій центрального запалення Бенет виробляли до 1882, а потім замінили багаторазовими гільзами з латуні за зовнішніми капсулями.
Оригінальний набій .45 Colt мав метальний заряд із чорного пороху вагою 40 гранів, який міг розігнати кулю вагою 250—255 гранів до швидкості 300 м/с. Автори Джон Таффін та Майк Вентуріно продемонстрували, що з сучасними димними порохами набій .45 Colt може мати дулову швидкість у 300 м/с при стрільбі з револьвера з «кавалерійським» стволом довжиною 7½", навіть не зважаючи на те, що сучасні порохи не дають завантажити повних 40 гранів. Бездимний порох 20-го століття може забезпечити круглій кулі вагою 16,5 грамів дулову швидкість у 270 м/с при дуловій енергії у 582 Дж.
Версія набою .45 Colt 2014 року випуску відрізняється від оригінальної більшим фланцем (з проточкою над ним) і внутрішнім розташуванням капсуля який знаходиться у латунній гільзі, а не виступає у порохову камеру. Така «лита головка»  є найкращим захистом капсуля від удару. Деякі комерційні револьвери та однозарядні пістолети (наприклад Ruger Blackhawk, T/C Contender тощо) мають набої високого тиску які небезпечно використовувати у револьвері Single Action Army та іншій старовинній зброї під набій 45 Colt, особливо випуску 19-го століття епохи «димного пороху», які пристосовані для стрільби лише димним порохом або бездимним, але лише при малій кількості метального заряду.
До Другої світової війни, .45 Colt використовував нарізи діаметром .454"; після війни виробництво було адаптовано на нарізи діаметра .452" під набій .45 ACP.

## Спадок

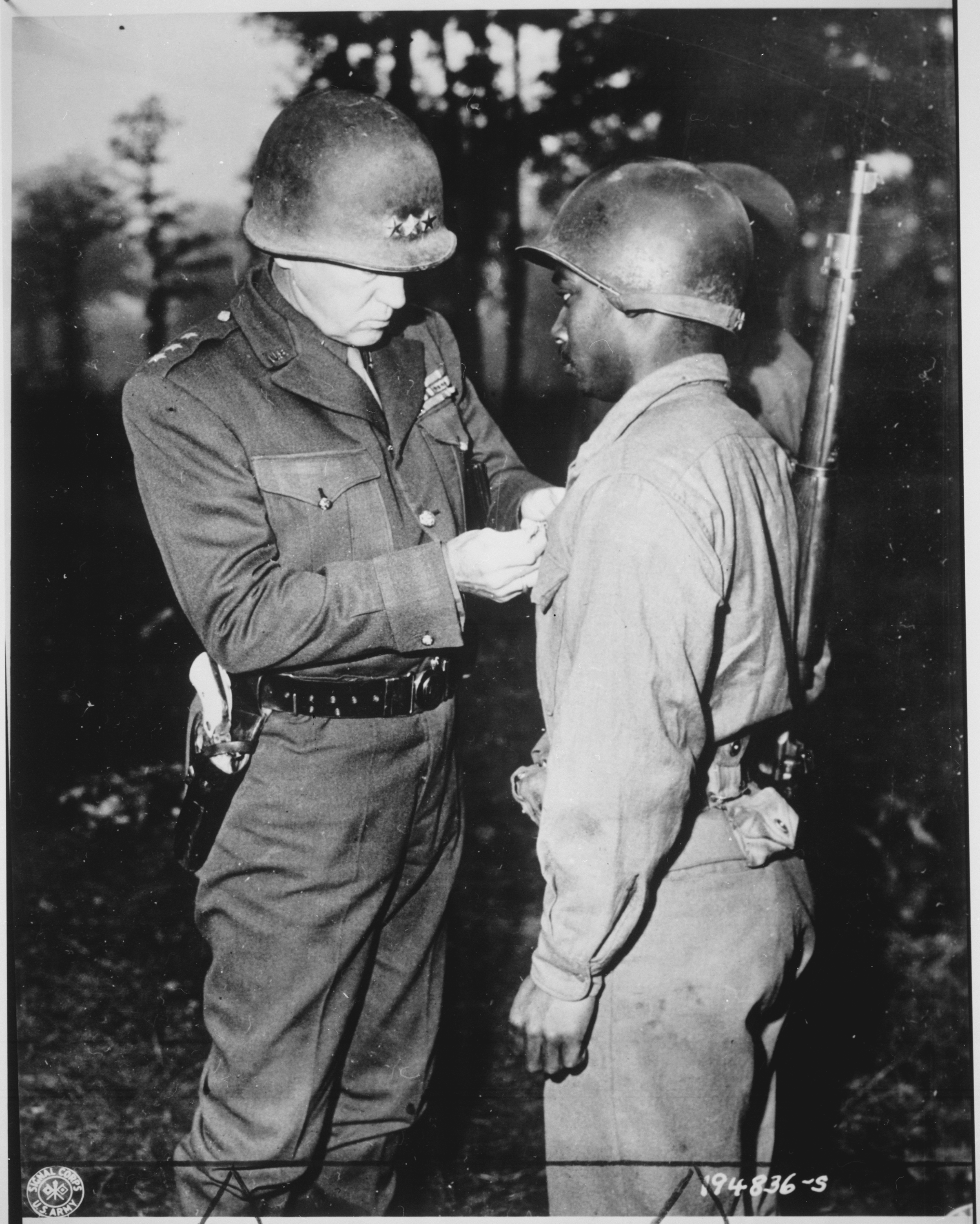
Генерал Паттон з Кольт Миротворець з руків'ям зі слонової кості

Потужність, точність і легке управління револьвером Single Action Army (SAA) зробило його популярним з появи і до кінця 20-го століття. Він асоціюється з історією американського Заходу і дотепер є популярним серед стрільців та колекціонерів. Джордж С. Паттон, який розпочав свою військову кар'єру як кавалерист, носив зроблений на замовлення револьвер SAA з гравірованими щічками зі слонової кістки з ініціалами і орлом, що стало його візитівкою. Він використовував його під час Мексиканської експедиції у 1916 і застрелив двох лейтенантів Панчо Вільї і носив його до самої смерті у 1945.
На початку і в середині 20-го століття, оригінальні Peacemakers, які не мали історичного походження і не в ідеальному стані не мали цінності. Вони слугували як сировина для ентузіастів, таких як Елмер Кейт, Гарольд Крофт та Р. Ф. Зедлі які модифікували револьвери для покращення продуктивності та експериментували з більш потужними боєприпасами. На початку 21-го століття перше і друге покоління револьверів SAA високо цінуються серед колекціонерів та часто вважаються занадто цінним, щоб стріляти.
Після Другої світової війни відновився інтерес до револьверів SAA і ентузіаст зброї Вільям Р. Уілсон зрозумів цю необхідність. У 1953 Уілсон відкрив Great Western Arms Company (велика західна збройна компанія) для виробництва точної копії револьвера Кольт SAA для телебачення і вестернів. Револьвери Great Western випускалися у Лос-Анджелесі.
Пізніше схожі і не дуже копії і репліки почали виробляти в Уберті, Італія. Зараз Уберті належить Беретті, яка сама виробляла Beretta Stampede.  U.S. Fire Arms Mfg. Co. створили декілька варіантів які дуже схожі на моделі першого і другого поколінь. STI International створили точну репліку револьвера Single Action Army зі зміненою кришкою замикання камори барабану.
Револьвер Single Action Army є попередником сучасних спортивних револьверів від John Linebaugh, Freedom Arms, Ruger, Cimarron та інших.

## Образ Кольта Миротворця в масовій культурі

### В кінематографі
Револьвер Single Action Army присутній практично в кожному фільмі жанру вестерн.
- Скажені перегони — використовує головний злодій, лідер сатанинського культу Джона Кінг.
- Самотній рейнджер.
- Нестримні — револьвер з коротким стволом використовує лідер «Нестримних» Барні Росс як запасну зброю.

### У відеоіграх
- Payday 2 — в грі називається Peacemaker .45 (за прізвиськом та калібром) і доступний для гравців, які купили DLC The butcher's Western Pack в Steam. шляхом встановлення довгого ствола револьвер перетворюється на Кольт Бантлайн.
- The Walking Dead: Season One — використовують деякі персонажі.

## Оператор
- Австралія
- Куба
- Франція
- Гонконг
- Індія
- Японія
- Непал
- Нова Зеландія
- Руанда
- Південна Корея
- Таїланд
- Сполучене Королівство
- США